# Reuthe

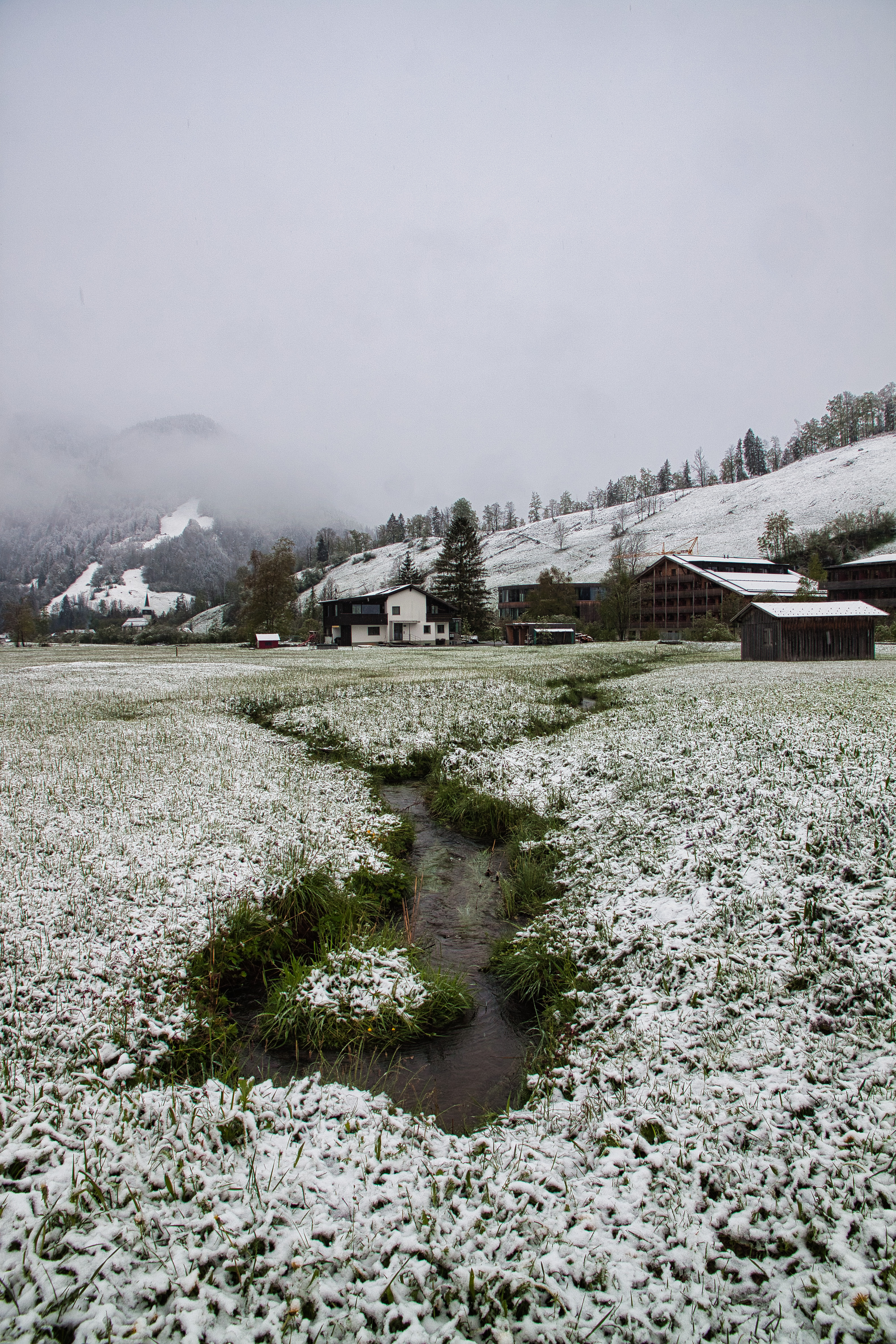
Weiherbach kurz vor der Mündung in den Bizauerbach

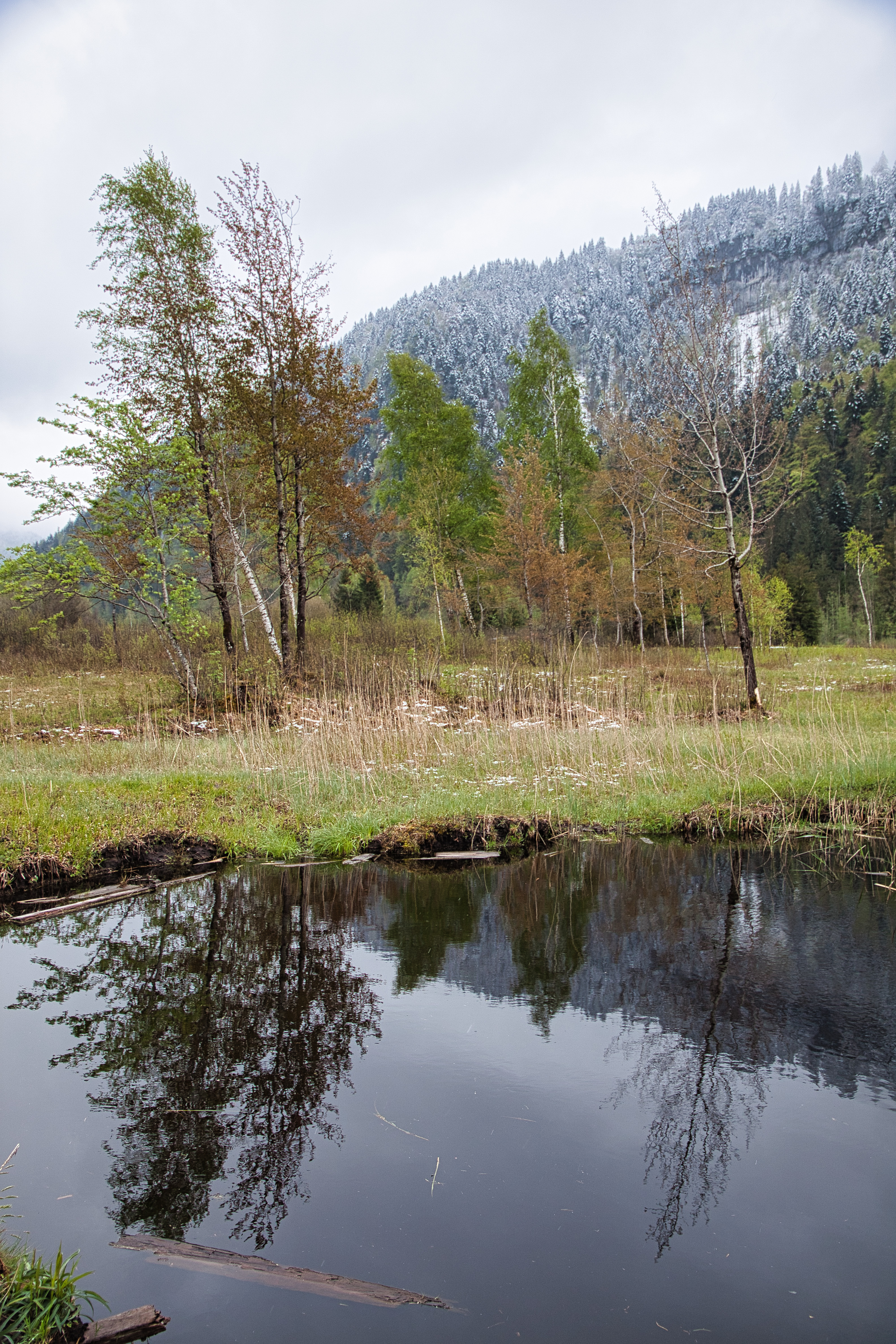
Moorbirken im Biotop Im Moos Reuthe

Reuthe ist eine Gemeinde im österreichischen Bundesland Vorarlberg mit 671 Einwohnern (Stand 1. Jänner 2025). Die Gemeinde liegt im Bezirk Bregenz und ist Teil der Region Bregenzerwald.

## Geografie
Reuthe liegt im westlichsten Bundesland Österreichs, Vorarlberg, im Bezirk Bregenz südöstlich des Bodensees auf 650 m ü. A. Die Gemeinde hat eine Fläche von zehn Quadratkilometer. Davon ist mehr als die Hälfte bewaldet, ein Viertel wird landwirtschaftlich genutzt und zehn Prozent sind Almen.
Es existieren keine weiteren Katastralgemeinden in Reuthe.

### Berggruppen und Gewässer
Die Nordostflanke des Dornbirner First bis zur Hangspitze und zum Hangköpfle gehört zum Gemeindegebiet von Reuthe. Hier liegen das Schnellvorsäß und die Rohralpe. Im Norden grenzt die Gemeinde am Fuße des Andelsbucher Klausbergs an den Winterstaudenkamm. Das Zentrum der Gemeinde liegt am äußersten südwestlichen Ausläufers des Hinteregger Grats. Der Südostteil der Gemeinde liegt an der Nordflanke des Gopfs und somit in der Bizauer Hirschberggruppe.
Reuthe liegt an einer großen Schleife der Bregenzer Ach. Im Dorfzentrum mündet der Bizauerbach.

### Weiler
Reuthe gliedert sich in fünf abgeschlossene Weiler, die mit der Ausnahme von Platten über ein eigenes Dorfzentrum mit Kapelle und Vorplatz als Kommunikationszentrum verfügen.
- Hof: Der nördlichste Weiler ist vor allem Wohngebiet, wird aber auch landwirtschaftlich genutzt.
- Baien: Das daran anschließende Baien ist ebenfalls Wohngebiet, daneben gibt es jedoch auch Gewerbebetriebe.
- Platten: Der westliche Teil ist Wohngebiet, am Fluss haben sich Gewerbebetriebe angesiedelt. Der südliche Teil des Flussufers ist ein Wasserschutzgebiet.
- Vorderreuthe: Dieser Weiler am rechten Ufer der Bregenzer Ach ist das eigentliche Dorfzentrum mit der Pfarrkirche und den kommunalen Einrichtungen. Hier sind ebenfalls die größten Arbeitgeber der Gemeinde, das Bad Reuthe und die Mayr-Melnhof Holz Holding angesiedelt. Dafür gibt es nur wenige Wohnhäuser.
- Hinterreuthe: Dieser hügelige Weiler dient zu Wohnzwecken und wird auch landwirtschaftlich genutzt.

### Nachbargemeinden
Die Gemeinde Reuthe ist trotz ihrer vergleichsweise kleinen Fläche durch die Lage inmitten des Bregenzerwaldes von insgesamt sieben Nachbargemeinden umgeben. Sechs davon, nämlich die Gemeinden Schwarzenberg, Andelsbuch, Bezau, Bizau, Schnepfau und Mellau, sind dabei ebenfalls Bregenzerwäldergemeinden im Bezirk Bregenz. Die westliche Nachbargemeinde, die Stadt Dornbirn, liegt hingegen im gleichnamigen Bezirk Dornbirn.
| Schwarzenberg | Andelsbuch                                  | Bezau     |
| Dornbirn (DO) | Kompassrose, die auf Nachbargemeinden zeigt | Bizau     |
|               | Mellau                                      | Schnepfau |

## Geschichte
In der Zeit um 1100 begannen Siedlungs- und Rodungsarbeiten im Gebiet des heutigen Reuthe. Der Ort hieß damals Ellenbogen und war nach einem Adelsgeschlecht aus dem Kinzigtal im Schwarzwald benannt. Schon im Jahr 1284 wurde die dem hl. Jakobus dem Älteren geweihte Kirche erbaut und bald darauf zur Pfarrkirche erhoben. Im Jahr 1419 erfolgte eine Erweiterung im gotischen Stil und aus den Jahren 1420 bis 1450 stammen die Fresken im Altarraum.
Die erste urkundliche Erwähnung des neuen Namens Reuthe erfolgte 1453 als „in der öden Rütty“. Der Name entstand aus dem Wort Roden, die Ursache war eine späte Rodung am Anfang des 15. Jahrhunderts. Aus dieser Zeit stammt auch die den hll. Wendelin und Martin geweihte Kapelle in Hinterreuthe. Diese gehörte zur Pfarre Egg und gelangte erst 1722 zu Reuthe. Die auf der anderen Seite der Bregenzer Ach liegenden Weiler Platten, Baien und Hof gehörten lange zur Pfarre Schwarzenberg. Wegen der großen Entfernungen zur Kirche wurden auch in diesen Ortsteilen eigene Kapellen gebaut, erst Mitte des 18. Jahrhunderts kamen sie zur Pfarre Reuthe.
Die erste Schule wurde 1765 in Baien eröffnet, eine zweite 1790 in Hinterreuthe. Diese war auch für die Kinder in Vorderreuthe zuständig.
Die Habsburger regierten die Orte in Vorarlberg wechselnd von Tirol und Vorderösterreich (Freiburg im Breisgau) aus. Von 1805 bis 1814 gehörte der Ort zu Bayern, dann wieder zu Österreich. Zum österreichischen Bundesland Vorarlberg gehört Reuthe seit der Gründung 1861. Der Ort war 1945 bis 1955 Teil der französischen Besatzungszone in Österreich.
Zur Geschichte des 1828 eröffneten Heilbades siehe Bad Reuthe.

### Bevölkerungsentwicklung
Der Ausländeranteil lag Ende 2002 bei 13,5 Prozent. Seit 1991 gibt es eine negative Wanderungsbilanz, diese wird jedoch durch die stärker positive Geburtenbilanz ausgeglichen.

## Kultur und Sehenswürdigkeiten
- Die 1902 eröffnete Bregenzerwaldbahn, heute nur noch eine Museumsbahn, bedient die in der Parzelle Hof gelegene Haltestelle Reuthe.
- Die Pfarrkirche St. Jakobus wurde 1248 erbaut und ist mit Fresken versehen, die zwischen 1420 und 1450 entstanden sind.
- Kapelle Hinterreuthe
- Kapelle Baien

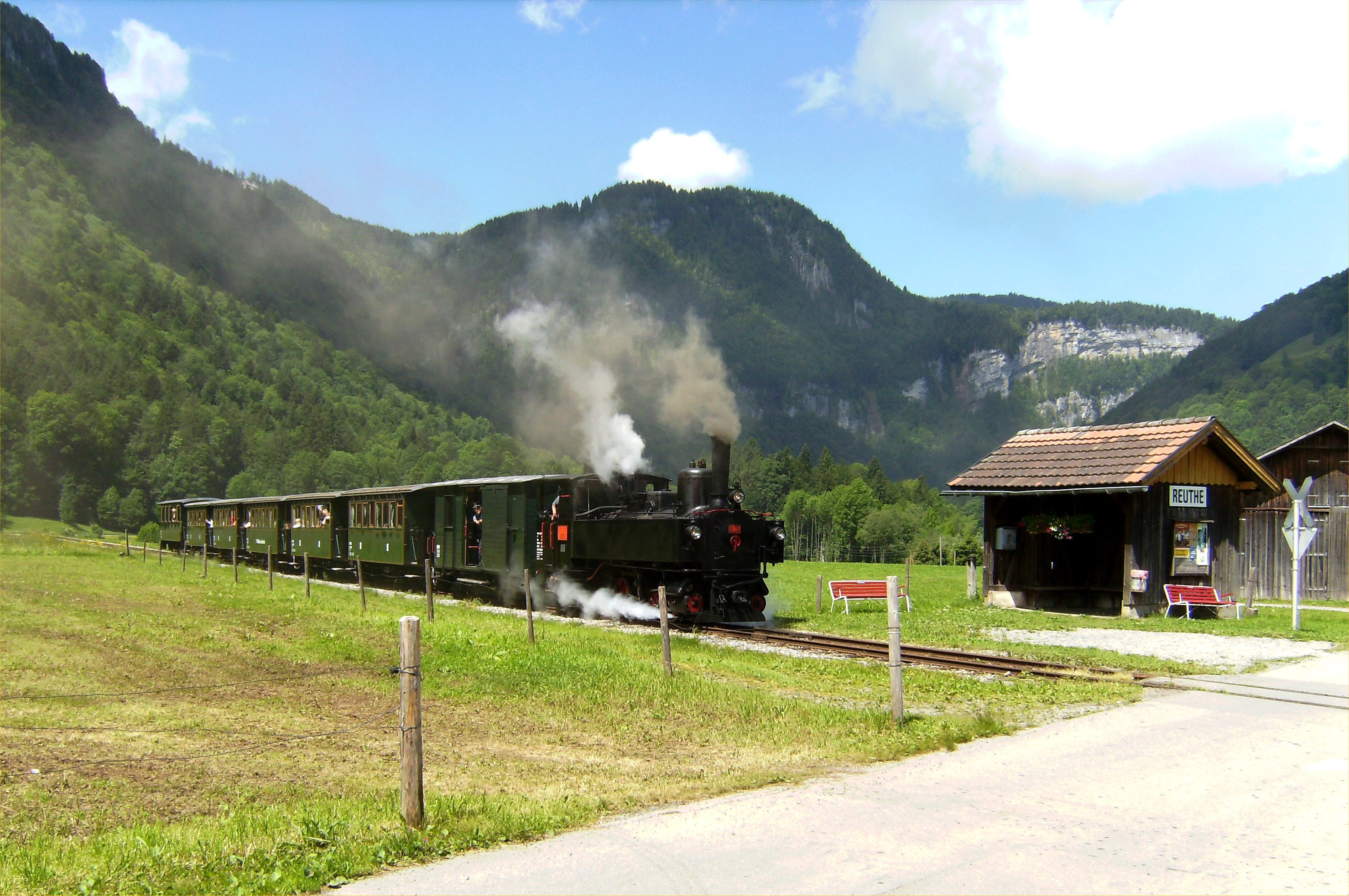
Bregenzerwaldbahn beim Halt in Reuthe
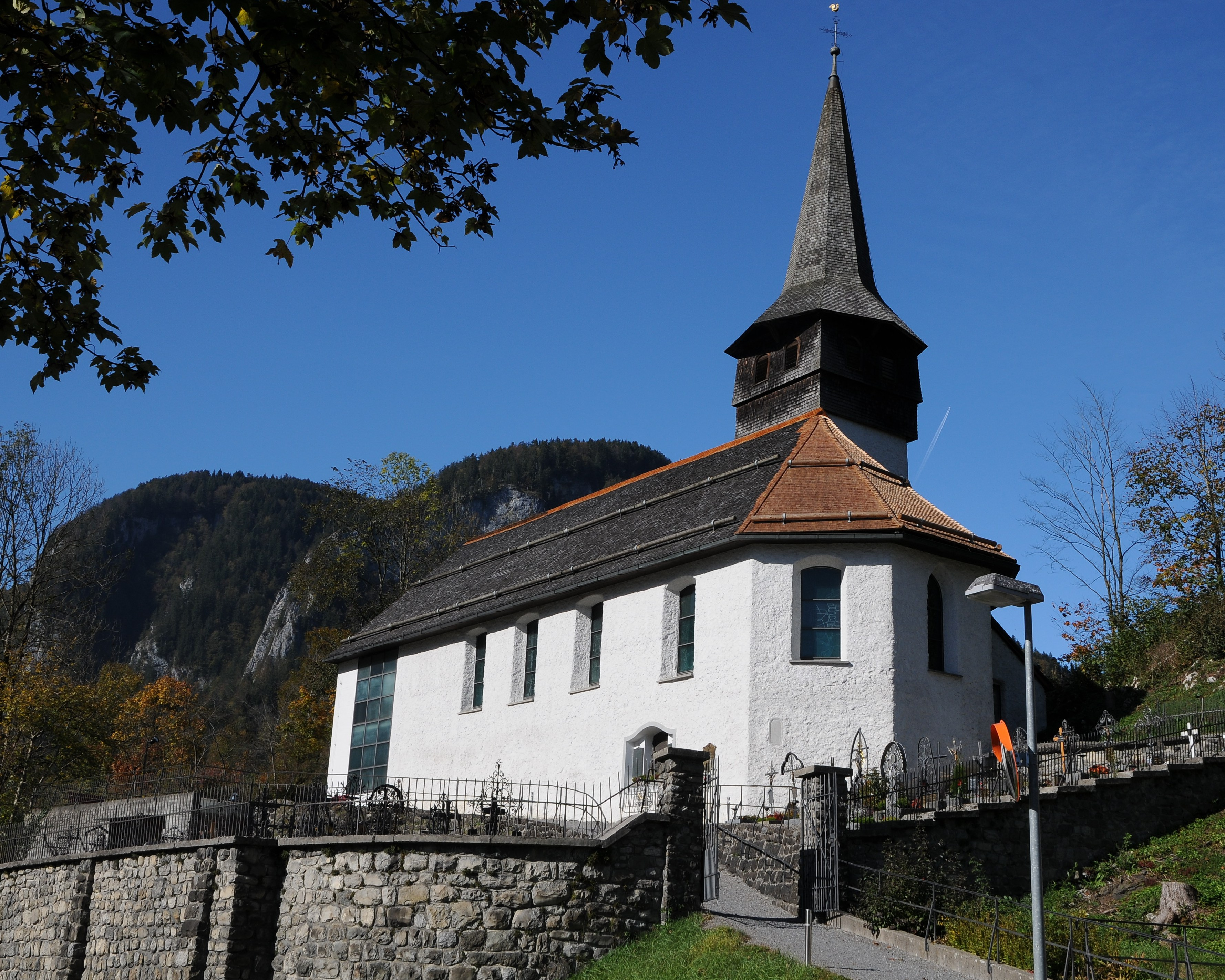
Pfarrkirche hl. Jakobus
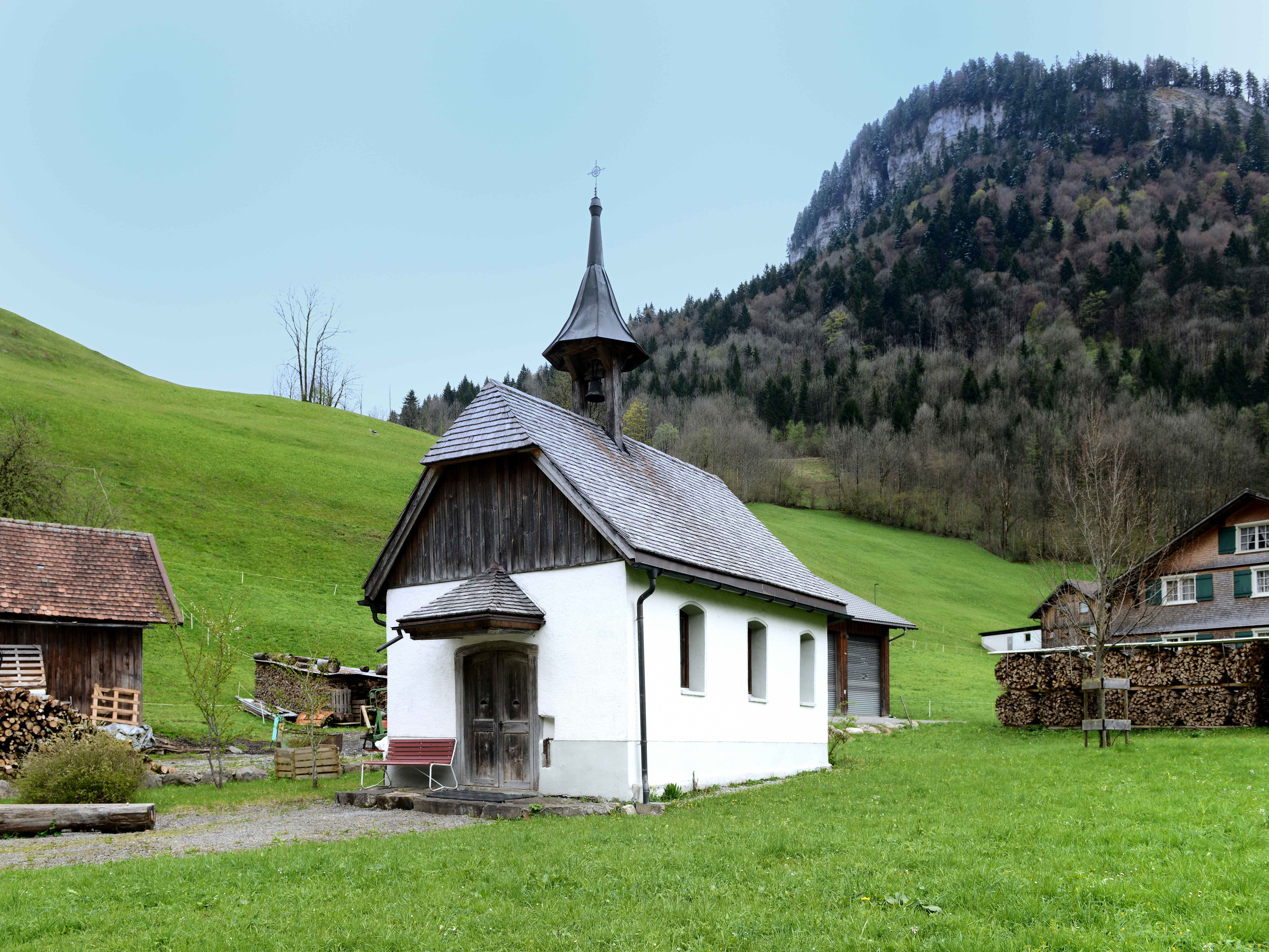
Kapelle Hinterreuthe

### Schutzgebiete
Im Talboden dehnt sich das Schutzgebiet Im Moor Reuthe (Biotop-Nr. 23007) mit einer Fläche von gut 12 ha und Im Moor Bizau (Biotop-Nr. 20615) mit einer Fläche von knapp 19 ha zwischen dem Bizauerbach und dem Ulfernbach aus. Der Weihergraben durchfließt das Gebiet und entwässert in den Bizauerbach.
Diese Biotope bieten vielerlei Lebensräume für zahlreiche Arten. Lebendes und verheidetes Hochmoor wechselt mit degradiertem Pfeifengras-Braunseggenmoor. Bemerkenswert sind die ausgesprochen großflächigen Zwischenmoore wie etwa die Schlammseggenmoore (Caricetum limosae), die Fadenseggensümpfe (Caricetum lasiocarpae) und die Drahtseggenmoore (Caricetum diandrae), die alle mit Fieberklee, Schnabel-Segge und Sumpf-Blutauge vergesellschaftet sind. Die nassesten Stellen nehmen die Großseggensümpfe aus Sumpf-Segge (Carex acutiformis) und Steif-Segge (Carex elata) ein. Lokal ist auch die im Gebiet seltene Blasen-Segge (Carex vesicaria) anzutreffen.

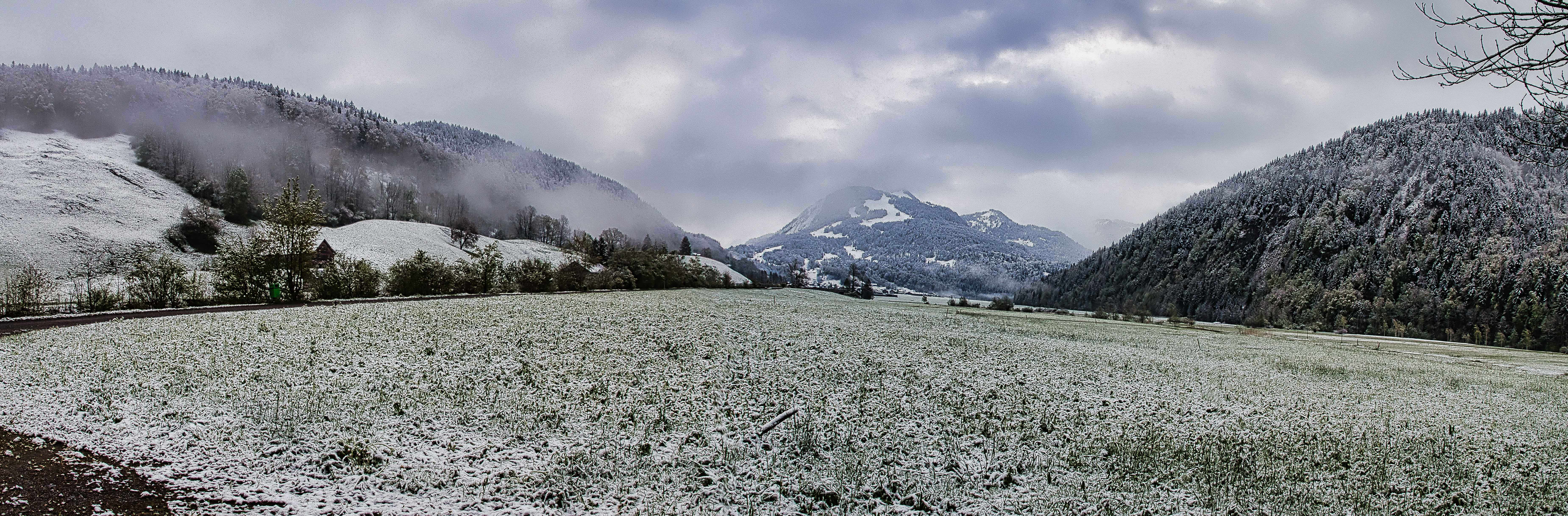
Die aneinanderstossenden Biotope Im Moos Reuthe und Im Moos Bizau. Blick nach Osten, im Hintergrund der Hirschberg
Offene Wasserfläche eines bis heute genutzten Torfmoors im Biotop Im Moos Reuthe

## Wirtschaft und Infrastruktur

### Wirtschaftssektoren
Von den 24 landwirtschaftlichen Betrieben des Jahres 2010 wurden zehn im Haupt-, fünf im Nebenerwerb, zwei von Personengemeinschaften und sieben von juristischen Personen betrieben. Im Produktionssektor arbeiteten 291 der 306 Erwerbstätigen im Bereich Herstellung von Waren. Der mit Abstand größte Arbeitgeber im Dienstleistungssektor war der Bereich Beherbergung und Gastronomie.
| Wirtschaftssektor | Anzahl Betriebe | Anzahl Betriebe | Anzahl Betriebe | Erwerbstätige | Erwerbstätige | Erwerbstätige |
| Wirtschaftssektor | 2001            | 2011            | 2021            | 2001          | 2011          | 2021          |
| --- | --------------- | --------------- | --------------- | ------------- | ------------- | ------------- |
| Land- und Forstwirtschaft *) | 26              | 24              | 23              | 11            | 17            | 14            |
| Produktion (Sekundärer Sektor) | 10              | 15              | 14              | 328           | 180           | 206           |
| Dienstleistung (Tertiärer Sektor) | 12              | 21              | 23              | 126           | 138           | 167           |
| Anmerkungen *) Betriebe mit Fläche in den Jahren 1999, 2010 und 2020 Quellen 7.1 Land- und forstwirtschaftliche Betriebe und Flächen nach Erwerbsart 6.5 Arbeitsstätten nach ÖNACE-Abschnitten 2.13 Erwerbstätige nach ÖNACE-Abschnitten |                 |                 |                 |               |               |               |

### Arbeitsmarkt, Pendeln
Im Jahr 2011 lebten 332 Erwerbstätige in Reuthe. Davon arbeiteten 109 in der Gemeinde, zwei Drittel pendelten aus. Von den umliegenden Gemeinden kamen 371 Menschen zur Arbeit nach Reuthe.

### Fremdenverkehr
In den Jahren 2010 bis 2019 zählte Reuthe jährlich 75.000 bis 95.000 Übernachtungen. Diese verteilen sich relativ gleichmäßig über das ganze Jahr zwischen 4.500 im Juli und 7.700 im Oktober.

## Politik

### Gemeindevertretung
In Vorarlberg wählen die Bürger alle fünf Jahre die Mitglieder der Gemeindevertretung durch Ankreuzen eines Listen-Wahlvorschlages bzw. durch Mehrheitswahl wenn kein Listenvorschlag vorliegt. Weiters den Bürgermeister durch Ankreuzen eines Wahlvorschlages.
Die Gemeindevertretung wählt in der konstituierenden Sitzung aus ihrer Mitte – sofern keine Wahl durch die Bürger zustande kam – gemäß § 61 Gemeindegesetz einen Bürgermeister und dann einen mindestens dreiköpfigen Gemeindevorstand. Die Zahl dieser „Gemeinderäte“ darf aber gemäß § 55 den vierten Teil der Zahl der Gemeindevertreter nicht übersteigen.
Der Bürgermeister führt den Vorsitz bei den generell öffentlichen Sitzungen der Gemeindevertretung, in denen kommunale Belange besprochen und Beschlüsse gefasst werden. Beobachter haben kein Mitspracherecht und kein Stimmrecht. Die Gemeindevertretung kann nach Bedarf Ausschüsse bestellen. Sitzungen des Gemeindevorstandes und der Ausschüsse sind nicht öffentlich.

#### Sitzverteilung nach den Wahlen
- Gemeindevertretungswahlen 1985: Bürgerliste 12.[15]
- Gemeindevertretungswahlen 1990: Bürgerliste 12.[16]
- Gemeindevertretungswahlen 1995: Bürgerliste Reuthe 11, Die Freiheitlichen 1.[17]
- Gemeindevertretungswahlen 2000: Bürgerliste Reuthe 12.[18]
- Mangels wählbarer Listen erfolgten die Gemeindevertretungswahlen 2005, 2010, 2015, 2020 und 2025 per Mehrheitswahl.[19][20][21][22][23]

### Bürgermeister
- 1945–1965 Konrad Hopfner[24]
- 1965–1980 Hans Felder[24]
- 1980–1995 Werner Steurer[24]
- 1995–2008 Josef Gridling[24][25]
- 2008–2015 Arno Scharler (Bürgerliste)[26]
- seit März 2015 Bianca Moosbrugger-Petter[27]

## Persönlichkeiten
- Johann Peter Kaufmann (1764–1829), Bildhauer
- Georg Feuerstein (1840–1904), Bildhauer
- Leopold Fetz (1915–2012), Maler, Illustrator und Grafiker
- Hermann Kaufmann (* 1955), Architekt